# Hohenstaufen
Gli Hohenstaufen (oppure, più appropriatamente, Staufer) furono una famiglia nobile ducale, reale e imperiale originaria della Svevia (nell'attuale Germania).

## Storia

### Origini
Il nome "Hohenstaufen", che significa letteralmente "Alto Staufen", ha origine nel XIV secolo, quando fu usato per la prima volta per distinguere la collina chiamata Staufen (Alpi sveve), dal villaggio omonimo nella valle sottostante. Il nome "Staufen" deriva da ex stouf che significa "il calice", ed è stata usata nel Medioevo per indicare i colli conici in Svevia. La famiglia deve il proprio nome al loro primo castello, che venne costruito lì nella seconda metà dell'XI secolo (chiamato appunto Hohenstaufer per distinguerlo dagli altri), tipicamente considerata loro sede ancestrale.

### Ascesa genealogica inventata
Il primo Staufer conosciuto per nome è noto da un elenco genealogico del XII secolo redatto da Wibaldo di Stavelot, che Federico Barbarossa aveva commissionato. Portava il nome di Federico, il Leitname della dinastia. Di lui si sa solo che sua sorella era sposata con un Bertoldo, conte in Breisgau. Il figlio di questo Federico, che si chiamava anch'esso Federico, è menzionato nei documenti della metà dell'XI secolo come conte palatino di Svevia (1053-1069), il quale compare assieme al conte del Riesgau e fratello Sigeardo e Federico. Essi, più precisamente, furono menzionati nel 987 in un documento del successivo imperatore Ottone III. Forse i due sono da considerarsi la stessa persona. Presumibilmente gli Hohenstaufen erano imparentati con i Sigeardingi bavaresi: tale relazione è tuttavia da considerarsi un'invenzione di Hansmartin Decker-Hauff, il quale sostenne questa relazione senza nessuna fonte a supportare ciò; questa invenzione venne scoperta solo dopo la morte di Decker-Hauff, avvenuta nel 1992. Conseguentemente, il primo Hohenstaufen è da considerarsi Federico di Büren.
Del figlio Federico Büren, nome derivante dal "castello (Burg in tedesco) di "Büren" già noto come il maniero, che probabilmente si trovava sul "Bürren" a nord-est del villaggio di Wäschenbeuren, nell'odierno quartiere di Göppingen. Questa ipotesi storiografica non regge però davanti alle evidenze archeologiche.

### Ascesa
La vicenda politica del casato Hohenstaufen ebbe inizio nel 1079 con il conferimento a Federico il Vecchio del titolo di duca di Svevia. Nel 1138 il figlio Corrado fu eletto imperatore del Sacro Romano Impero dalla dieta di Coblenza. Il casato manterrà il titolo imperiale con Federico I Barbarossa (1155-1190), Enrico VI (1191-1197), Filippo di Svevia (1208), Federico II (1220-1250) e Corrado IV (1250-1254).
Gli ultimi due imperatori, oltre a Enrico, furono anche re di Sicilia.

### Estinzione
La casata degli Hohenstaufen si estinse in linea maschile diretta con Enzo (morto nel 1272), Manfredi (morto nel 1266) e Corradino di Svevia (morto nel 1268). Gli ultimi due furono autori di due tentativi falliti di riconquistare il trono imperiale nel 1266 e 1268. Attraverso la discendenza di Costanza, figlia di Manfredi, i sovrani d'Aragona rivendicarono la successione al trono di Sicilia.
Oggi, per via femminile, molte tra le maggiori dinastie europee possono rivendicare una discendenza dalla casata degli Hohenstaufen.

## Blasone

Stemma degli Hohenstaufen

Stemma del Sacro Romano Impero

La prima o, comunque, una delle prime figure araldiche adottate dagli Hohenstaufen per le proprie insegne fu quella del leone, o, meglio, dei leoni passanti, poiché, in seguito a evoluzioni e implementazioni degli elementi componenti l'arme staufica, il numero degli animali araldici fu fissato a tre. Essi, di smalto nero o, in alternativa, rosso, erano disposti in palo in campo d'oro o, in talune versioni, d'argento.
A rappresentare la dignità imperiale degli Staufer, fu introdotta, poi, un'ulteriore insegna, ovvero un'aquila al volo abbassato di nero posta in campo d'oro o d'argento, con il primo metallo che finì con il prevalere sul secondo. Siffatta arme, che doveva rappresentare la continuità tra l'Impero romano e l'Impero germanico, divenne emblema degli imperatori tedeschi, non solo per gli Hohenstaufen, ma anche per le successive dinastie.

Stemma di re Manfredi di Sicilia

Stemma di Federico II di Svevia

Fissato l'oro per il campo dell'insegna imperiale, l'argento non cadde in disuso, ma fu ripreso quale metallo distintivo della dignità reale della casata staufica. L'aquila al volo abbassato di nero, posta in campo d'argento, infatti, divenne lo stemma del Regno di Sicilia, sebbene le fonti non concordino in merito al sovrano che statuì in tal senso. Secondo una tesi consolidata, l'iniziativa sarebbe da attribuire a Manfredi, ma altri autori sostengono che, già con Federico II, l'aquila siciliana cominciò ad assumere identità e peculiarità proprie, che la differenziano dall'arme imperiale.
Sempre allo stupor mundi è attribuito l'utilizzo, quale insegna per l'Impero, dell'aquila bicipite di nero in campo d'oro. In particolare, fu il benedettino e cronista inglese Matteo Paris a riportare, nelle sue maggiori opere, la Chronica Majora e l'Historia Anglorum, miniature recanti l'aquila a due teste, sia per Federico II, sia per alcuni dei suoi discendenti. Un particolare stemma con aquila bicipite, infine, è associato agli Hohenstaufen in alcune delle tavole a corredo dell'Historia della Città e Regno di Napoli, dello storico napoletano Giovanni Antonio Summonte. L'aquila, infatti, reca, caricato in cuore, uno scudetto, il quale, con capo troncato cuneato da parte a parte, è interzato in palo, con, nel primo terziere, tre pini o pigne male ordinate, nel secondo, tre leoni passanti, e, nell'ultimo, la croce di Gerusalemme.

## Gli imperatori svevi

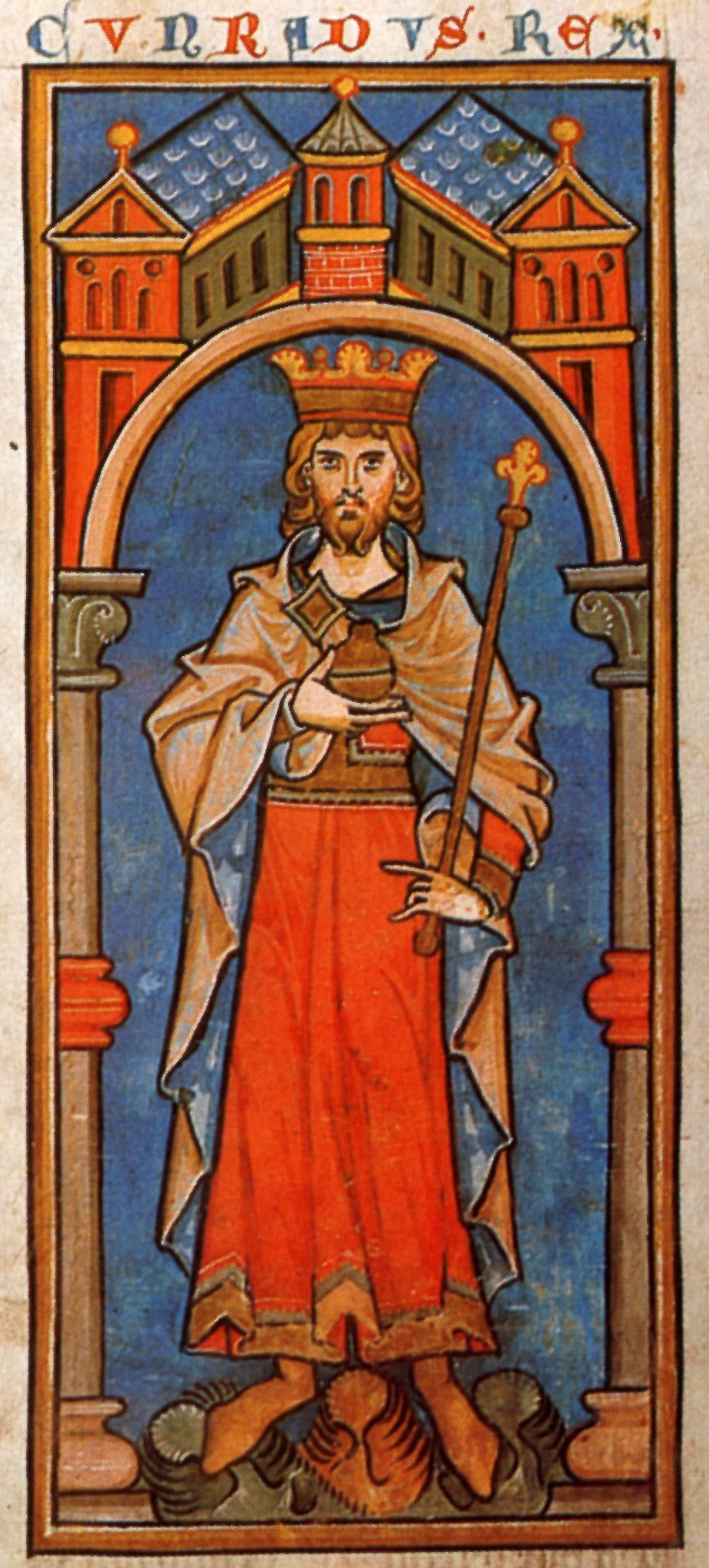
Corrado III di Svevia. Miniatura dalla Chronica regia Coloniensis, Bruxelles, Biblioteca reale del Belgio, Ms. 467, fol. 64v.

Con Enrico V si era estinta nel Sacro Romano Impero la dinastia salica. I nobili tedeschi non riuscivano a trovare un accordo sulla successione e si delinearono due fazioni principali opposte: una favorevole ai duchi di Baviera detta dei guelfi (da un Welf capostipite della dinastia bavarese) e una favorevole ai duchi di Svevia detta "ghibellina" da Weiblingen, un castello degli Hohenstaufen che avevano il Ducato di Svevia grazie al favore di Enrico IV. In un primo momento prevalsero i bavaresi, con l'assegnazione della corona a Lotario di Supplimburgo, duca di Sassonia, che regnò dal 1125 al 1137. I tedeschi però non approvarono la sua politica troppo arrendevole nei confronti di Innocenzo II al quale cedette i diritti sull'eredità di Matilde di Canossa, che essa aveva illegittimamente lasciato alla Chiesa, essendo essa feudataria e quindi inabilitata a trasmettere i feudi ereditariamente.
Nel 1137 quindi i nobili tedeschi appoggiarono l'ex avversario di Lotario, Corrado di Svevia, il quale non fu giudicato all'altezza dell'incarico dopo il disastro della seconda crociata. Alla sua scomparsa (1152) venne dunque scelto il suo giovane nipote, Federico, duca di Svevia, poi noto in Italia come il "Barbarossa". Egli sembrava essere il candidato ideale anche perché imparentato da parte di madre con i duchi di Baviera, quindi legato a entrambe le fazioni.

### Federico I

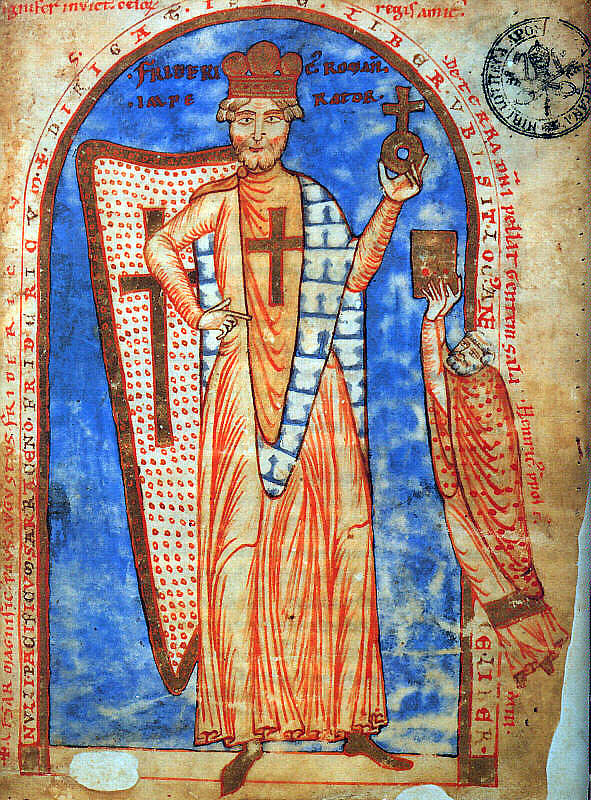
Miniatura del Barbarossa, da manoscritto del 1188

Federico cominciò infatti una politica conciliante, lasciando un ampio spazio alla nobiltà e avvalendosi dell'appoggio del suo cugino Enrico il Leone, il quale aveva riunito nelle sue mani i due ducati di Baviera e di Sassonia. I primi provvedimenti di Federico (1152-1154) furono tutti rivolti alla Germania, la cui nobiltà laica ed ecclesiastica venne spesso convocata in assemblee (le diete). Egli cominciò a piegare le forze a lui avverse, confiscando terreni che dava ad amministratori di origine servile, i quali, grati dell'appoggio dimostrato dal sovrano, ottennero prestigio e potere e divennero una nuova aristocrazia ministeriale a lui fedelissima.
Dopo il 1154 decise di scendere in Italia per essere incoronato, arrivando a Roma nel 1155. Qui represse su richiesta del papa il nascente comune e ne consegnò l'animatore, Arnaldo da Brescia, al pontefice, che lo fece ardere al rogo. Dopo l'incoronazione Federico decise di cominciare a imporre la propria volontà ai comuni italiani, convocando due diete a Roncaglia (nel 1154 e ancora 1158). Durante la seconda dieta di Roncaglia emise la constitutio de regalibus, dove stabiliva quali erano i diritti del Re d'Italia (titolo che faceva parte della sua corona) che i comuni avevano usurpato (soprattutto diritti di esazione di imposte, pedaggi, dazi sui ponti, sui mulini, sulle strade, diritti di tenere tribunale e di battere moneta). I fondamenti giuridici di tali rivendicazioni vennero offerti dalla recente ma già importante scuola giuridica dell'Università di Bologna (ricompensata dall'Imperatore con la sua protezione), che attinse, riportandolo in Europa, al diritto romano nella codificazione voluta da Giustiniano I: la loro concezione si compendiava nella affermazione quod principi placet legis habet vigorem, vale a dire che “quanto è approvato dal sovrano, ha valore di legge”.
Questa politica procurò a Federico l'inimicizia dei comuni dell'Italia settentrionale, capeggiati da Milano. Inoltre era salito al soglio pontificio Alessandro III, che si era alleato con l'imperatore bizantino Manuele Comneno in funzione anti-germanica. Federico aveva cercato di ostacolare questa elezione ed era arrivato a fare eleggere un antipapa, cosa che alla fine gravò sul suo prestigio futuro.

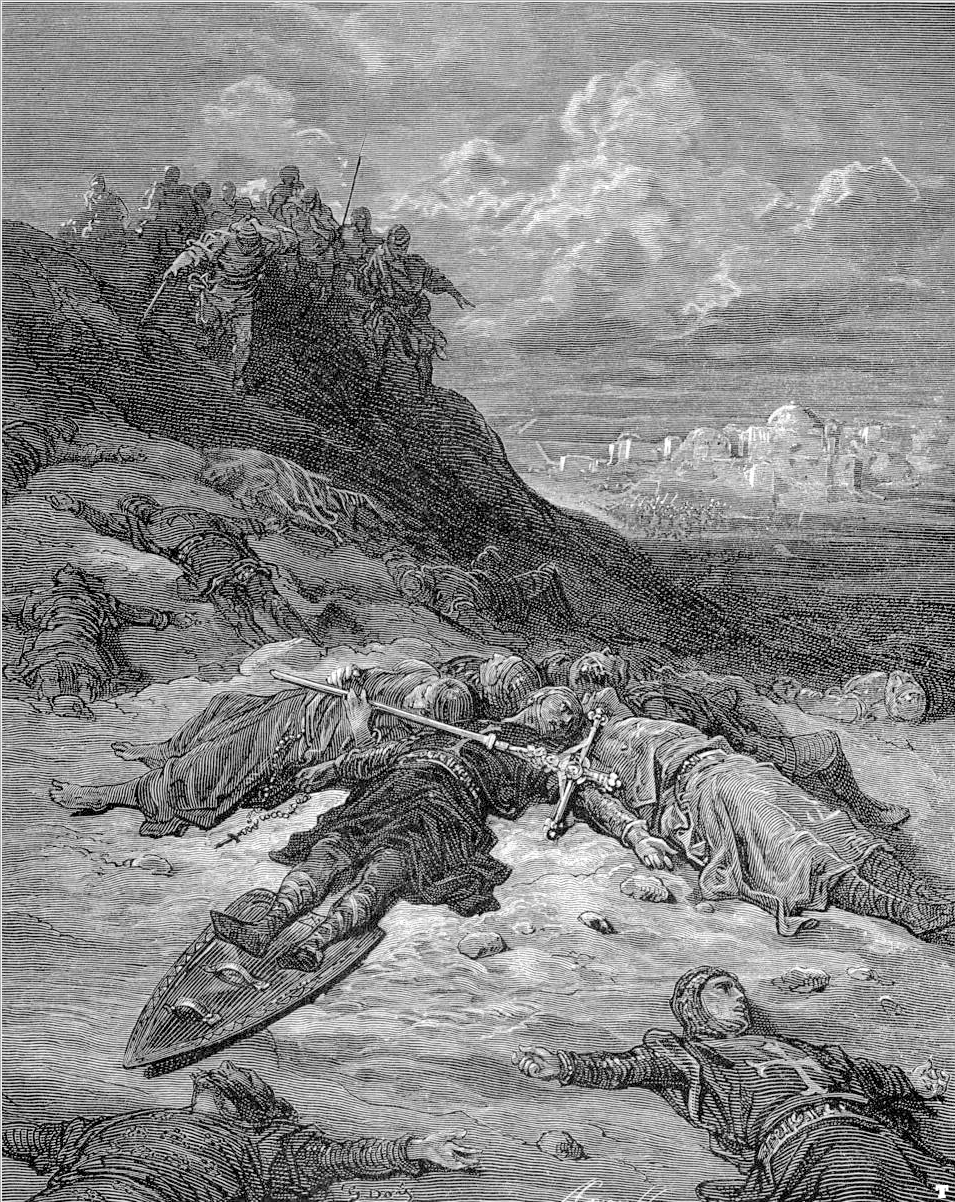
La morte di Federico Barbarossa, illustrazione ottocentesca di Gustave Doré

I Comuni italiani, che ormai si erano spinti molto avanti in quanto a indipendenza dall'impero, non gradirono l'invio di podestà scelti dall'imperatore, né atti di forza come la distruzione di Milano del 1162 ed ebbero inizio le prime ribellioni: la Lega Veronese del 1164 diventata poi Lega Lombarda, appoggiata anche da Venezia, nel 1167. Poiché l'equilibrio in Germania si stava incrinando per il perdurare dello scisma dell'antipapa Vittore IV e per la politica eccessivamente indipendente di Enrico il Leone, il Barbarossa non poteva concentrarsi sull'Italia e quando vi scese riportò una sonora sconfitta nella battaglia di Legnano del 1176. In quel momento l'Imperatore sembrava avere nemici su tutti i fronti (i Comuni, il papa, alcuni prìncipi tedeschi, l'Imperatore bizantino e il normanno re di Sicilia), per questo egli capì di doversi dedicare intanto a rompere il fronte troppo compatto degli avversari. Si accordò allora con il papa a Venezia (1177), ponendo fine allo scisma. I Comuni, privati dell'appoggio pontificio, cercarono allora una tregua, che poi divenne la pace di Costanza del 1183: essi ottennero l'autonomia sostanziale, ma formalmente essi dovettero accettare la sottomissione all'Impero. In seguito Federico si accordò con il re di Sicilia combinando il matrimonio tra suo figlio Enrico e la figlia di re Ruggero, Costanza d'Altavilla, celebrato nel 1186.
A questo punto Federico si dedicò di nuovo alla Germania, dove Enrico il Leone faceva una politica del tutto indipendente da lui e lo aveva tradito negandogli l'aiuto a Legnano. Nel 1180 Federico lo mise al bando, con una doppia condanna sia da un tribunale feudale sia dalla dieta. Enrico si sottomise nel 1181, recuperò alcuni beni allodiali, ma Federico da allora si rifiutò di reintegrarlo nella scala feudale.
Il passo successivo del Barbarossa sarebbe stato a rigor di logica diretto a Bisanzio, e infatti partì nella terza crociata, ma morì per cause pare naturali in Anatolia durante la marcia verso Gerusalemme.

### Enrico VI

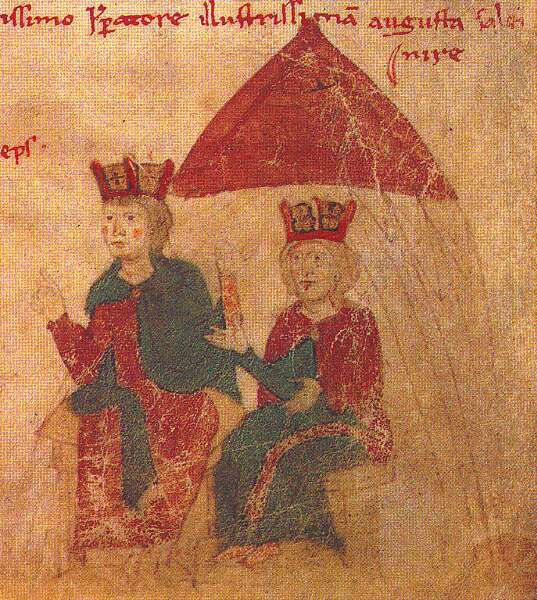
Enrico VI e Costanza, dal Liber ad honorem Augusti, Pietro da Eboli, 1196

Per la felice politica matrimoniale, il figlio di Federico, Enrico VI aveva ottenuto anche la corona di Sicilia. Ma se da parte germanica non vi furono contestazioni alla sua elezione, nel Mezzogiorno d'Italia egli fu conteso dal duca normanno Tancredi di Altavilla, nipote di Costanza. Ma, con la morte di Tancredi e anche di un altro pretendente, Riccardo I d'Inghilterra (che vantava parentele sia con Enrico il Leone sia con i Normanni, dopo il matrimonio di sua sorella con Guglielmo II di Sicilia) la situazione sembrò quietarsi. Nel Natale del 1194 Enrico venne incoronato a Palermo e il giorno dopo, a Jesi, veniva alla luce il suo erede Federico Ruggero, che nel nome aveva già il ricordo dei monarchi dei due regni.
Fu fin da allora chiaro come Enrico stesse cercando di trasformare la corona imperiale in un titolo ereditario per la dinastia sveva, sollevando le proteste dei nobili tedeschi, dei comuni e del papa. Enrico morì a soli trent'anni per un banale incidente lasciando il figlio di appena tre anni.
Dopo la parentesi di Ottone IV Federico fu eletto.

### Federico II

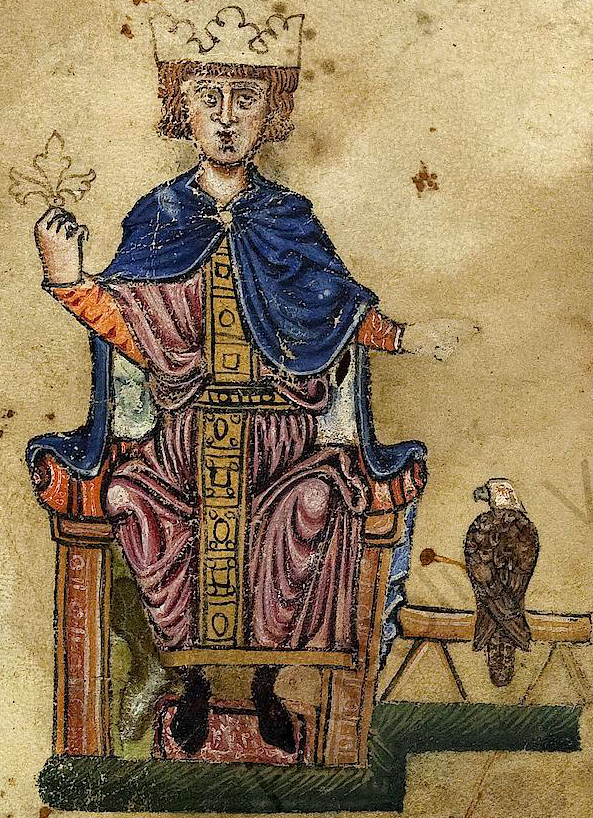
Federico ritratto con un falco (dal De arte venandi cum avibus)

Alla morte di Enrico VI, il figlio Federico, a soli quattro anni, fu proclamato re di Sicilia (1198) sotto la reggenza della madre, Costanza d'Altavilla. Costanza, vedova di Enrico VI, riconobbe la signoria feudale del papa, con il quale concluse un concordato rinunziando all'impero per conto di Federico e affidando al papa la reggenza per il figlio e poco dopo morì.
Appoggiato dal papa, che per arginare l'eccessiva potenza del regno di Romani si era fatto promettere che egli non avrebbe mai riunito le corone dei Romani e di Sicilia, nel 1212 Federico fu eletto re dei Romani e, nel 1220, fu consacrato imperatore da papa Onorio III, dopo avere promesso di tenere fede agli impegni assunti con il suo predecessore.
Avendo poi disatteso tutte le promesse e soprattutto di partecipazione alle crociate, fu scomunicato dal nuovo papa Gregorio IX, ma nel 1228 guidò una spedizione in terra santa e con un accordo diplomatico ottenne la restituzione di Gerusalemme (quinta crociata).
Raffinato e moderno uomo di cultura, oltre che abile politico e esperto diplomatico, lasciò in Germania larga autonomia ai grandi feudatari, rivolgendo il suo interesse soprattutto all'Italia meridionale. Valendosi di validi collaboratori e di una solida e rinnovata burocrazia, diede al regno di Sicilia un nuovo assetto amministrativo ed economico, combatté le autonomie dei vescovi, dei baroni e delle città, fondò un'importante università a Napoli (1224) e stabilì la sua corte, ricca e raffinata, a Palermo. Qui, luogo di incontro di tradizioni culturali arabe, latine, ebraiche e greche, nacque la prima scuola poetica in lingua volgare, detta scuola siciliana, della quale lo stesso imperatore fece parte.
Nel 1231, con le Costituzioni di Melfi, raccolta di leggi in parte da lui emanate, gettò le basi in Sicilia di uno stato accentrato, permeato dalle idee dell'assolutismo regio. Sostenitore dei ghibellini, tentò di ricondurre all'obbedienza i comuni del nord Italia, e nel 1237 sconfisse a Cortenuova una seconda Lega Lombarda, annullando poi le disposizioni della pace di Costanza siglata dal nonno Federico Barbarossa e sottomettendo i comuni dell'Italia centrale e settentrionale al controllo di funzionari imperiali.
Nuovamente scomunicato (1239) e poi deposto (1245) dal papa Innocenzo IV, subi delle rivolte dai comuni a Parma nel 1248 e suo figlio Enzo fu catturato durante la Battaglia della Fossalta nel 1249. Morì il 13 dicembre 1250 dopo avere designato come erede il figlio Corrado IV.

### Corrado IV
Corrado IV di Hohenstaufen (Andria, 25 aprile 1228 – Lavello, 21 maggio 1254) era il figlio secondogenito dell'imperatore Federico II di Svevia e di Jolanda di Brienne. Dopo la deposizione di suo fratello, Enrico VII, fu designato alla successione da suo padre Federico, e assunse i titoli di Duca di Svevia (Corrado III; 1235-1254), re dei Romani (Corrado IV; 1237-1254), re di Sicilia (Corrado I; 1250-1254) e re di Gerusalemme (Corrado II; 1250-1254).

### Manfredi

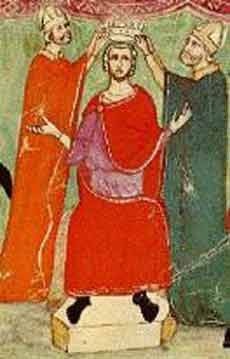
Manfredi incoronato (da una Cronica di Villani)

Manfredi (1232-1266), principe di Taranto, figlio naturale di Federico II, alla morte del padre (1250) divenne reggente sul trono di Sicilia per il fratellastro Corrado IV, che si trovava in Germania. La sua reggenza fu osteggiata dal papa Innocenzo IV, che aveva scomunicato Federico II e si era battuto per l'affermazione del potere temporale della Chiesa sull'impero. Alla morte di Corrado, nel 1254, Manfredi accettò la reggenza della Sicilia per il nipote Corradino, ma il nuovo papa Alessandro IV lo scomunicò e Manfredi, dalla Puglia, con l'aiuto di truppe saracene, dichiarò guerra al papa.
Nel 1257 sconfisse l'esercito del papa e il 10 agosto 1258, dopo avere diffuso la falsa notizia che Corradino era morto, fu incoronato a Palermo re di Sicilia (1258-1266). Insediatosi sul trono proseguì la politica del padre e cercò di tessere alleanze prendendo posizione all'interno di ogni faida cittadina o nobiliare. Dopo essere stato scomunicato da papa Alessandro una seconda volta, si schierò in Toscana con i ghibellini e prese parte alla battaglia di Montaperti (1260) che si concluse con una grave sconfitta per i guelfi. Per rafforzare la propria posizione combinò il matrimonio tra la figlia Costanza e l'infante Pietro d'Aragona. La scomunica gli fu rinnovata dal nuovo papa, Urbano IV, il quale si appellò al conte Carlo d'Angiò, fratello del re di Francia Luigi IX, e forte del suo sostegno bandì una crociata contro Manfredi. Il conte scese in Italia e nella battaglia di Benevento (1266) Manfredi fu sconfitto e ucciso.
Manfredi, uomo di non comuni doti intellettuali e poeta, fu un generoso mecenate e accolse alla sua corte scienziati, poeti e artisti. Fece tradurre numerosi testi dall'arabo e dal greco e scrisse versi in volgare.

## Il codice fridericiano
Nel 2005 è stato rinvenuto nella Biblioteca dell'Università di Innsbruck un carteggio composto da più di duecento documenti tra lettere e decreti, redatti per la maggior parte da Federico II e da suo figlio Corrado, oltre che da diversi importanti personaggi dell'epoca.

## Albero genealogico
|                                                |                                                                                                |                                                                                                |                                                  |                                                  |                                                                                    |                                                                                    |                                                                                     | | | |                                                                                                |                                                                                                |                                                                                           |                                                                            |                                                                            |                                                     |                                                    |                                                    |
|                                                |                                                                                                |                                                                                                |                                                  |                                                  |                                                                                    |                                                                                    |                                                                                     | | | Federico I Staufer 1050-1105 duca di Svevia ⚭ Agnese figlia di Enrico IV imperatore                                 |                                                                                                |                                                                                                |                                                                                           |                                                                            |                                                                            |                                                     |                                                    |                                                    |
|                                                |                                                                                                |                                                                                                |                                                  |                                                  |                                                                                    |                                                                                    |                                                                                     | | | |                                                                                                |                                                                                                |                                                                                           |                                                                            |                                                                            |                                                     |                                                    |                                                    |
|                                                |                                                                                                |                                                                                                |                                                  |                                                  |                                                                                    |                                                                                    |                                                                                     | | | |                                                                                                |                                                                                                |                                                                                           |                                                                            |                                                                            |                                                     |                                                    |                                                    |
|                                                |                                                                                                |                                                                                                |                                                  |                                                  |                                                                                    |                                                                                    |                                                                                     | | Federico II di Staufer il Guercio 1090-1147 duca di Svevia ⚭ Giuditta figlia di Enrico IX "il Nero" duca di Baviera       | Federico II di Staufer il Guercio 1090-1147 duca di Svevia ⚭ Giuditta figlia di Enrico IX "il Nero" duca di Baviera |                                                                                                | Corrado III 1093-1152 duca di Franconia, re d'Italia e dei Romani, imperatore (1138-1152)      | Corrado III 1093-1152 duca di Franconia, re d'Italia e dei Romani, imperatore (1138-1152) |                                                                            |                                                                            |                                                     |                                                    |                                                    |
|                                                |                                                                                                |                                                                                                |                                                  |                                                  |                                                                                    |                                                                                    |                                                                                     | | | |                                                                                                |                                                                                                |                                                                                           |                                                                            |                                                                            |                                                     |                                                    |                                                    |
|                                                |                                                                                                |                                                                                                |                                                  |                                                  |                                                                                    |                                                                                    |                                                                                     | | | |                                                                                                |                                                                                                |                                                                                           |                                                                            |                                                                            |                                                     |                                                    |                                                    |
|                                                |                                                                                                |                                                                                                |                                                  |                                                  |                                                                                    |                                                                                    |                                                                                     | | Federico Barbarossa 1122-1190 III duca di Svevia, re dei Romani, imperatore (1152-1190) ⚭ Beatrice di Borgogna            | Federico Barbarossa 1122-1190 III duca di Svevia, re dei Romani, imperatore (1152-1190) ⚭ Beatrice di Borgogna      | Enrico 1137-1150 re associato dei Romani                                                       | Enrico 1137-1150 re associato dei Romani                                                       | Federico IV 1145-1167 duca di Svevia                                                      | Federico IV 1145-1167 duca di Svevia                                       |                                                                            |                                                     |                                                    |                                                    |
|                                                |                                                                                                |                                                                                                |                                                  |                                                  |                                                                                    |                                                                                    |                                                                                     | | | |                                                                                                |                                                                                                |                                                                                           |                                                                            |                                                                            |                                                     |                                                    |                                                    |
|                                                |                                                                                                |                                                                                                |                                                  |                                                  |                                                                                    |                                                                                    |                                                                                     | | | |                                                                                                |                                                                                                |                                                                                           |                                                                            |                                                                            |                                                     |                                                    |                                                    |
|                                                |                                                                                                |                                                                                                |                                                  | Federico V 1164-1170 duca di Svevia              | Federico V 1164-1170 duca di Svevia                                                | Federico VI 1167-1191 duca di Svevia                                               | Federico VI 1167-1191 duca di Svevia                                                | Enrico VI "il Severo" 1165-1197 re dei Romani, re d'Italia, re dei Romani e imperatore (1190-1197) ⚭ Costanza d'Altavilla | Enrico VI "il Severo" 1165-1197 re dei Romani, re d'Italia, re dei Romani e imperatore (1190-1197) ⚭ Costanza d'Altavilla | Ottone 1167-1200 conte palatino di Borgogna                                                                         | Ottone 1167-1200 conte palatino di Borgogna                                                    | Corrado 1172-1196 duca di Svevia                                                               | Corrado 1172-1196 duca di Svevia                                                          | Filippo 1178-1208 duca di Svevia, re dei Romani (1198-1208) ⚭ Irene Angelo | Filippo 1178-1208 duca di Svevia, re dei Romani (1198-1208) ⚭ Irene Angelo |                                                     |                                                    |                                                    |
|                                                |                                                                                                |                                                                                                |                                                  |                                                  |                                                                                    |                                                                                    |                                                                                     | | | |                                                                                                |                                                                                                |                                                                                           |                                                                            |                                                                            |                                                     |                                                    |                                                    |
|                                                |                                                                                                |                                                                                                |                                                  |                                                  |                                                                                    |                                                                                    |                                                                                     | | | |                                                                                                |                                                                                                |                                                                                           |                                                                            |                                                                            |                                                     |                                                    |                                                    |
|                                                |                                                                                                |                                                                                                |                                                  |                                                  |                                                                                    |                                                                                    |                                                                                     | Federico II 1194-1250 re di Sicilia (1198), imperatore (1220-1250) ⚭ (1) Costanza d'Aragona ⚭ (2) Jolanda di Brienne      | Federico II 1194-1250 re di Sicilia (1198), imperatore (1220-1250) ⚭ (1) Costanza d'Aragona ⚭ (2) Jolanda di Brienne      | | Beatrice 1198-1212 ⚭ Ottone IV di Brunswick                                                    | Beatrice 1198-1212 ⚭ Ottone IV di Brunswick                                                    | Cunegonda 1200-1248 ⚭ Venceslao I di Boemia                                               | Cunegonda 1200-1248 ⚭ Venceslao I di Boemia                                | Maria 1201-1235 ⚭ Enrico II di Brabante                                    | Maria 1201-1235 ⚭ Enrico II di Brabante             | Elisabetta 1202-1235 ⚭ Ferdinando III di Castiglia | Elisabetta 1202-1235 ⚭ Ferdinando III di Castiglia |
|                                                |                                                                                                |                                                                                                |                                                  |                                                  |                                                                                    |                                                                                    |                                                                                     | | | |                                                                                                |                                                                                                |                                                                                           |                                                                            |                                                                            |                                                     |                                                    |                                                    |
|                                                |                                                                                                |                                                                                                |                                                  |                                                  |                                                                                    |                                                                                    |                                                                                     | | | |                                                                                                |                                                                                                |                                                                                           |                                                                            |                                                                            |                                                     |                                                    |                                                    |
|                                                | (1) Enrico VII 1211-1242 duca di Svevia (1216), re dei Romani (1220) ⚭ Margherita di Babenberg | (1) Enrico VII 1211-1242 duca di Svevia (1216), re dei Romani (1220) ⚭ Margherita di Babenberg | (nat.) Enzo 1220-1272 re di Sardegna (1241-1272) | (nat.) Enzo 1220-1272 re di Sardegna (1241-1272) | (2) Corrado IV 1228-1254 imperatore designato (1250-1254); ⚭ Elisabetta di Baviera | (2) Corrado IV 1228-1254 imperatore designato (1250-1254); ⚭ Elisabetta di Baviera | (nat.) Costanza 1230-1307 ⚭ Giovanni III Ducas Vatatze, imperatore Romano d'Oriente | (nat.) Costanza 1230-1307 ⚭ Giovanni III Ducas Vatatze, imperatore Romano d'Oriente                                       | (nat.) Costanza 1232-1290 ⚭ conte Corrado Gaetani d'Oriseo, viceré di Sicilia dal 1256 al 1266 (senza fonte)              | (nat.) Costanza 1232-1290 ⚭ conte Corrado Gaetani d'Oriseo, viceré di Sicilia dal 1256 al 1266 (senza fonte)        | (nat.) Manfredi 1232-1266 principe di Taranto, re di Sicilia (1258-1266) sp.Beatrice di Savoia | (nat.) Manfredi 1232-1266 principe di Taranto, re di Sicilia (1258-1266) sp.Beatrice di Savoia | (nat.) Selvaggia 1225-1244 ⚭ Ezzelino III da Romano                                       | (nat.) Selvaggia 1225-1244 ⚭ Ezzelino III da Romano                        | (2) Violante di Svevia ⚭ Riccardo, conte di Caserta                        | (2) Violante di Svevia ⚭ Riccardo, conte di Caserta |                                                    |                                                    |
|                                                |                                                                                                |                                                                                                |                                                  |                                                  |                                                                                    |                                                                                    |                                                                                     | | | |                                                                                                |                                                                                                |                                                                                           |                                                                            |                                                                            |                                                     |                                                    |                                                    |
|                                                |                                                                                                |                                                                                                |                                                  |                                                  |                                                                                    |                                                                                    |                                                                                     | | | |                                                                                                |                                                                                                |                                                                                           |                                                                            |                                                                            |                                                     |                                                    |                                                    |
| Federico di Hohenstaufen 1230 circa-1245 circa | Federico di Hohenstaufen 1230 circa-1245 circa                                                 | Enrico di Hohenstaufen 1232 circa-1252                                                         | Enrico di Hohenstaufen 1232 circa-1252           |                                                  | Corradino 1252-1268 re titolare di Sicilia e di Gerusalemme (1254-1268)            | Corradino 1252-1268 re titolare di Sicilia e di Gerusalemme (1254-1268)            |                                                                                     | | | | Costanza di Hohenstaufen 1247-1302 ⚭ Pietro III d'Aragona                                      | Costanza di Hohenstaufen 1247-1302 ⚭ Pietro III d'Aragona                                      |                                                                                           |                                                                            |                                                                            |                                                     |                                                    |                                                    |